# ليلي ترافرز
ليلي ترافرز (بالإنجليزية: Lily Travers)‏ هي ممثلة بريطانية، ولدت في 1991.

## وصلات خارجية
- ليلي ترافرز على موقع IMDb (الإنجليزية)
- ليلي ترافرز على موقع قاعدة بيانات الفيلم (الإنجليزية)